# Харви, Кеннет Джозеф
Кеннет Джозеф Томас Харви (род. 22 января 1962) — канадский писатель

, поэт, публицист.
Родился на о. Ньюфаундленд в г. Сент-Джонс, в настоящее время живёт там же в небольшом рыбачьем поселке Бёрнт-Хэд (Burnt Head).
Автор романов, рассказов, стихов; статьи и эссе публикуются во многих канадских газетах и журналах. Номинант и лауреат нескольких литературных премий Канады и стран Содружества. Член международного ПЕН-клуба и Писательского союза Канады.
В 2000 году основал литературную премию «ReLit Awards» (номинации «роман», «поэзия», «малые жанры»), призванную содействовать авторам, книги которых издаются независимыми издательствами Канады.
На русский язык в последние годы переведены несколько романов Харви, в том числе его первый роман «Брад» (1992), и один из последних «Город, который забыл, как дышать» (2003). Действие романа «Город, который забыл, как дышать» разворачивается в маленьком приморском городке, жителей которого внезапно утрачивают способность дышать. Эта мистическая притча заставляет по-новому взглянуть на многочисленные бедствия и катастрофы, обрушившиеся на человечество в наступившем веке. Права на экранизацию романа приобрела продюсерская компания «Ladyhawke Ventures».

## Русские переводы
- Кеннет Дж. Харви. Брад. (Brud.) / Пер. с англ.: Екатерина Шабуцкая, Сергей Шабуцкий. М.: Амфора, 2006. — 336 с. ISBN 5-367-00070-3
- Кеннет Дж. Харви. Город, который забыл, как дышать. (The Town That Forgot How to Breath.) / Пер. с англ.: Екатерина Шабуцкая, Сергей Шабуцкий. М.: Амфора, 2005. — 608 с. ISBN 5-94278-821-9
- Кеннет Дж. Харви. Жертва. (Stalkers.) Издательство: Центрполиграф, 2008. — 317 с. ISBN 978-5-9524-3807-1
- Кеннет Дж. Харви. Там, где свобода… (Inside.) / Пер. с англ.: Ересько К. А. Издательство: Центрполиграф, 2008. — 190 с. ISBN 978-5-9524-3633-6
- Кеннет Дж. Харви. Обретая розу. (Reinventing the Rose.) / Пер. с англ.: Китаина Т. В. Издательство: Центрполиграф, 2010. — 222 с. ISBN 978-5-9524-4635-9